# Historia de la filosofía (Copleston)
La Historia de la filosofía es una historia en nueve volúmenes del pensamiento filosófico occidental, escrita por el jesuita inglés Frederick Copleston.
Esta obra abarca desde la filosofía de los presocráticos hasta la de Dewey, Russell, Moore, Sartre y Merleau-Ponty. Los nueve volúmenes, publicados entre 1946 y 1974, fueron escritos para los estudiantes de seminarios católicos, con el propósito de “brindar a los seminarios católicos eclesiásticos un trabajo que sea más detallado y de mayor alcance que los libros de textos comúnmente usados, y que mostrase asimismo el desarrollo lógico de los sistemas filosóficos y cómo están interrelacionados”. El enfoque tomista de Copleston se mantiene explícito a lo largo de la obra; sin embargo, generalmente se acepta que describe de una manera justa y cabal a las diferentes filosofías tratadas, incluso aquellas que no comparte. De hecho, ésta es quizás la mejor y más completa historia de la filosofía occidental disponible hoy en día. Algo que puede molestar a los lectores menos doctos de Copleston son las constantes citas en griego, latín, alemán y francés, sin traducir.

## Sumario de temas
El siguiente es un sumario de los temas tratados en los nueve volúmenes de la obra:

### Volumen 1: Grecia y Roma
- Filosofía presocrática
- Período socrático
- Platón
- Aristóteles
- Filosofía postaristotélica

### Volumen 2: De san Agustín a Juan Duns Scoto
- Influencias premedievales (incluyendo a san Agustín)
- El renacimiento carolingio
- Los siglos X, XI y XII.
- Filosofía islámica y judía
- El siglo XIII (incluyendo a santo Tomás de Aquino y a Duns Scoto)

### Volumen 3: De Ockham a Suárez
- El siglo XIV (incluyendo a Guillermo de Ockham)
- Filosofía renacentista (incluyendo a Francis Bacon)
- La escolástica del renacimiento (incluyendo a Francisco Suárez)

### Volumen 4: De Descartes a Leibniz
- René Descartes
- Blaise Pascal
- Baruch Spinoza
- Gottfried Leibniz

### Volumen 5: De Hobbes a Hume
- Thomas Hobbes
- John Locke
- Isaac Newton
- George Berkeley
- David Hume

### Volumen 6: De Wolff a Kant
- La Ilustración francesa (incluyendo a Jean-Jacques Rousseau)
- La Ilustración alemana
- El surgimiento de la filosofía de la historia  (incluyendo a Giambattista Vico y a Voltaire)
- Immanuel Kant

### Volumen 7: De Fichte a Nietzsche
- Johann Gottlieb Fichte
- Friedrich Wilhelm Joseph Schelling
- Georg Wilhelm Friedrich Hegel
- Arthur Schopenhauer
- Karl Marx
- Søren Kierkegaard
- Friedrich Nietzsche

### Volumen 8: De Bentham a Russell
- Empirismo británico (incluyendo a John Stuart Mill y a Herbert Spencer)
- El movimiento idealista en Gran Bretaña (incluyendo a Francis Herbert Bradley y a Bernard Bosanquet)
- El idealismo en los Estados Unidos (incluyendo a Josiah Royce)
- El movimiento pragmatista (incluyendo a Charles Sanders Peirce, William James, y John Dewey)
- La revuelta contra el idealismo (incluyendo a George Edward Moore y a Bertrand Russell)

### Volumen 9: De Maine de Biran a Sartre
- De la Revolución francesa a Auguste Comte (incluyendo a Maine de Biran)
- De August Comte a Henri Bergson
- De Henri Bergson a Jean-Paul Sartre (incluyendo a Maurice Merleau-Ponty)

## Referencia bibliográfica
- Copleston, Frederick Charles (2000-2004). Historia de la filosofía. Barcelona: Editorial Ariel. ISBN 978-84-344-8769-7 / ISBN 978-84-344-8700-0.

- Datos: Q2306345